# Lygodactylus gutturalis
Lygodactylus gutturalis este o specie de șopârle din genul Lygodactylus, familia Gekkonidae, descrisă de Bocage 1873.

## Subspecii
Această specie cuprinde următoarele subspecii:
- L. g. dysmicus
- L. g. gutturalis
- L. g. paurospilus